# Alfonso Gómez Méndez
Alfonso Gómez Méndez (Chaparral, Tolima, 19 de agosto de 1949) es un político y jurista colombiano, miembro del Partido Liberal. Fue fiscal general, procurador general de la Nación, embajador en Austria, Congresista de Colombia y ministro de Justicia entre 2013 y 2014.

## Biografía

### Primeros años y estudios
Nacido en una familia humilde, su padre, de raza negra y oriundo del Pacífico caucano ejercía como sastre del pueblo con la ayuda de su madre. Realizó sus estudios de primaria y secundaria en el colegio público de su municipio, obteniendo el título de bachiller en 1967. En 1968 viaja a Bogotá y es contratado como profesor de historia y geografía en un colegio nocturno, a la vez que busca la oportunidad para iniciar la carrera de Derecho en la Universidad Externado de Colombia, donde conoce a su futuro maestro Alfonso Reyes Echandía; gracias a este destacado jurista consigue ser admitido como asistente a las cátedras de la universidad; al poco tiempo las directivas permiten que realice matrícula extemporánea y a un costo menor al establecido y desde entonces alcanza la beca hasta obtener el título de abogado. Posteriormente lograría nuevas becas para optar a los títulos de Especialista en Derecho Constitucional (Universidad de París, Francia) y Derecho Penal (Universidad de Bonn, Alemania).

### Vida profesional y académica
Inició su carrera como juez penal del tribunal de Bogotá en 1976, siendo posteriormente secretario general del Departamento de la Función Pública y Magistrado Suplente de la Corte Suprema de Justicia en 1983. Durante más de 20 años se ha destacado como profesor universitario de distintas instituciones, comenzando por su propia alma mater. Es conocido por su amplia erudición sobre la historia colombiana y en especial por sus estudios sobre el pensamiento político de su coterráneo el exministro Darío Echandía y de su mentor y amigo personal el expresidente Alfonso López Michelsen; ha sido un defensor activo de la vigencia de estos dos personajes como referentes del quehacer político del Partido Liberal.

### Carrera política
En 1985 un grupo de dirigentes liberales progresistas del Partido Liberal en el departamento del Tolima, encabezados por Guillermo Alfonso Jaramillo (futuro Gobernador y senador) le propone a Gómez Méndez ser su candidato para la Cámara de Representantes como alternativa. En las elecciones legislativas de 1986 Gómez Méndez consigue el escaño luego de haber sumado a sus respaldos otros sectores progresistas y de izquierda, entre ellos el de la Unión Patriótica; esta elección marcó el principio del fin de la hegemonía del santofimismo en Tolima. Entre 1989 y 1990 fue procurador general de la Nación, afrontando el recrudecimiento del narcotráfico (su antecesor Carlos Mauro Hoyos había sido asesinado). En 1991 es nombrado embajador de Colombia en Austria, ejerciendo hasta 1993 cuando regresa al país para postular al Senado de la República y aunque resultaba uno de los candidatos más opcionados para obtener escaño en las elecciones legislativas de 1994 pierde por 1000 votos.

#### Fiscal general de la Nación
En 1997 es elegido por la Corte Suprema, de una terna enviada por el presidente Ernesto Samper, como fiscal general de la Nación, luego de la renuncia de Alfonso Valdivieso. Su gestión lo catapultó como figura política nacional, gracias a sus avances en la judicialización de los líderes de la guerrilla y los paramilitares, la promoción del derecho internacional humanitario y los derechos humanos, así como a su demostrada idoneidad académica para el cargo, que puso a disposición de las dependencias regionales de la fiscalía en todo el país. 
Algunas de las principales actividades de Gómez Méndez como Fiscal incluyen la reforma y modernización del Código Penal y el Código de Procedimiento Penal, así como la creación de la Unidad Especial de Derechos Humanos, lo que proyectó a la Fiscalía General como una de las entidades más importantes del país en este campo.

##### Proceso de paz del Caguán
Durante su gestión como fiscal general, Gómez Méndez vivió el proceso de paz entre el gobierno de Andrés Pastrana y la guerrilla de las FARC en las selvas del Caguán. A pesar de ser un claro defensor de la solución negociada al conflicto armado, Gómez se convirtió en un fuerte crítico del proceso debido a la laxitud del gobierno para con la guerrilla, la impunidad creciente y la falta de claridad en los objetivos y procedimientos de la negociación,lo que le generó roces tanto con el Gobierno Nacional como el secretariado de las FARC. De igual forma tuvo también roces con los altos mandos militares después de que el mismo Gómez Méndez ordenara investigar la implicación de altos oficiales del Ejército en los magnicidios de Álvaro Gómez Hurtado y Jaime Garzon.

#### Partido Liberal
Tras entregar el mando del órgano investigador en 2001 se dedicó a la academia, el periodismo (tanto escrito como televisivo) y el ejercicio político, participando activamente en las campañas nacionales y regionales del Partido y posicionándose como uno de los grandes referentes del ala izquierda del liberalismo, junto a Horacio Serpa y Piedad Córdoba. En 2005 lanzó su precandidatura a la Presidencia de la República, pero declinó en el marco del Congreso Nacional Liberal ese mismo año.
Desde 2003 es el Secretario Internacional del Partido Liberal y en 2008 fue elegido como Vicepresidente de la Internacional Socialista durante su XXIII Congreso en Atenas, Grecia, en sustitución de Horacio Serpa.

##### Campaña presidencial 2009
El 23 de abril de 2009 Alfonso Gómez Méndez se inscribió oficialmente como precandidato a la Presidencia de la República por el Partido Liberal, con lo que inició una campaña que se extendió hasta la elección del candidato único del Partido en la consulta popular de septiembre. Durante su campaña recibió el apoyo de personalidades públicas, incluyendo al expresidente Ernesto Samper, y varios congresistas y gobernadores.
En la consulta interna liberal realizada el 27 de septiembre de 2009 obtuvo 195.867 votos, los cuales no fueron suficientes para ser elegido candidato único del Partido Liberal, siendo superado por Rafael Pardo.

#### Ministro de Justicia
El 5 de septiembre de 2013 el presidente Juan Manuel Santos designó a Gómez Méndez como ministro de Justicia, en reemplazo de Ruth Stella Correa, quien presentó su carta de renuncia el 2 de septiembre del mismo año. Gómez Méndez tomó posesión del cargo el 13 de septiembre.